# Jessika Carr
Jessika Heiser, née le 25 mai 1991, est une arbitre américaine de catch et ancienne catcheuse connue sous le nom de Jessie Kaye et Kennadi Brink. Elle a régulièrement travaillé pour Maryland Championship Wrestling avant de signer avec la WWE où elle travaille actuellement à Smackdown, sous le nom de Jessika Carr.

## Biographie
À l'adolescence, Heiser était en surpoids, elle attribue son amour du catch et son désir de devenir catcheuse comme une « échappatoire et son inspiration pour changer ». Avec l'aide d'un catcheur local, qui était à l'époque sous contrat de développement avec la WWE, elle a réussi à perdre plus de 27 kg et à devenir une athlète.
En juillet 2010, elle a commencé à s’entraîner régulièrement à Duane Gill's Academy of Professional Wrestling à Severn dans le Maryland.

## Championnats
Dynamite Championship Wrestling
- DCW Women's Championship (1 fois)[6]

East Coast Wrestling Association
- ECWA Women's Championship (1 fois)

Pro Wrestling Illustrated
- Classée numéro 47 des 50 meilleurs catcheuses dans le PWI Female 50 en 2014[7]

Vicious Outcast Wrestling
- VOW Vixens Championship (1 time)[8]